# Jakob Ernfelder
Jakob Ernfelder (* 1544 in Waibstadt; † 22. Mai 1601 in Köln) war ein Jesuit und Provinzial seines Ordens.

## Leben und Wirken
Jakob Ernfelder stammte aus Waibstadt im Fürstbistum Speyer. Er trat 1562 in den Jesuitenorden ein und studierte ab 1563 in Rom. 1565 berief man ihn als Lehrer der Grammatik nach Innsbruck. Der Hl. Petrus Canisius entsandte ihn von dort nach Würzburg. Ab 1577 wirkte Ernfelder als Konsultor in Mainz, 1580 wurde er Rektor des neu gegründeten Jesuitenkollegs im elsässischen Molsheim, 1588 Rektor des Kölner Kollegs. Eine Publikation zur Kirchengeschichte des Elsasses beschreibt Ernfelder als „klug und gewandt“, mit großem Einfluss auf den Straßburger Fürstbischof Johann IV. von Manderscheid-Blankenheim.
Von März 1589 bis Juni 1595 fungierte Jakob Ernfelder als Provinzial der Rheinischen Jesuitenprovinz. 1590 ermahnte er die unter dem Einfluss des eifernden Hexenverfolgers Peter Binsfeld stehenden Trierer Jesuiten zur Zurückhaltung in dieser Angelegenheit. Hintergrund war u. a. die dortige aufstachelnde Predigttätigkeit des Jesuitenpaters Jean Thierry de Grevenmacher (1540–1610; auch Macherentius genannt). An den Jesuitengeneral Claudio Acquaviva berichtete er 1590, Pater Thierry sei in diesen Dingen übereifrig und habe den örtlichen Behörden sogar zu große Lässigkeit gegenüber den Hexen vorgeworfen. Er als Provinzial habe die Trierer Jesuiten schriftlich aufgefordert, solche Dinge zu unterlassen.
Danach amtierte Jakob Ernfelder als Rektor des Jesuitenkollegs Mainz. Er starb 1601 in Köln.